# Plattycantha acuta
Plattycantha acuta är en trollsländeart som beskrevs av Maurits Anne Lieftinck 1937. Plattycantha acuta ingår i släktet Plattycantha och familjen mosaiktrollsländor. Inga underarter finns listade i Catalogue of Life.